# 荒川忠一
荒川 忠一（あらかわ ちゅういち、1951年〈昭和26年〉4月 - ）は、日本の機械工学者。数値流体力学の権威。世界最軽量の汎用小型風力発電システムの開発の第一人者。東京大学名誉教授、京都大学特任教授、名古屋大学客員教授。世界風力エネルギー学会副会長。

## 経歴
- 1951年（昭和26年）4月[1] - 宮城県玉造郡一栗村大字池月（現・大崎市岩出山池月）に生まれる[2]。
- 1967年3月 大崎市立岩出山中学校卒業
- 1970年3月 宮城県古川高等学校卒業
- 1974年3月 東京大学工学部機械工学科卒業
- 1976年3月 東京大学大学院工学系研究科機械工学専攻修士課程修了
- 1980年3月 東京大学大学院工学系研究科機械工学専攻博士課程修了、工学博士
- 1980年4月 東京大学講師（工学部）
- 1981年4月 東京大学助教授（工学部）
- 1984年4月 ドイツ・カールスルーエ大学客員研究員（昭和60年8月まで）
- 1996年2月 東京大学教授（大学院工学系研究科）
- 2000年4月 東京大学教授（大学院情報学環）
- 2005年4月 東京大学教授（大学院工学系研究科）

## 現在の研究課題
- 風車の大規模空力および騒音シミュレーション
- エネルギー経済シミュレーションとヴァナキュラー風車の提案
- 流体力学とメディアアートの融合の試み

## 研究内容キーワード
- シミュレーション
- 流体力学
- 風車
- メディアアート

## 受賞
- 2009年　産学官連携功労者表彰経済産業大臣賞：世界最軽量の汎用小型風力発電システムの開発